# ناحیه اگلون (شهرستان کلی، مینه سوتا)
ناحیه اگلون (به انگلیسی: Eglon Township) یک منطقهٔ مسکونی در ایالات متحده آمریکا است که در شهرستان کلی، مینه‌سوتا واقع شده‌است.
 ناحیه اگلون ۹۳٫۱ کیلومتر مربع مساحت و ۴۴۰ نفر جمعیت دارد و ۴۰۷ متر بالاتر از سطح دریا واقع شده‌است.